# زند (شرکت)

zendi

زِند (انگلیسی Zend)، یک شرکت نرم‌افزاری مستقر در مینیاپولیس، مینسوتا است که متعلق به شرکت توسعه دهنده نرم‌افزار پرفورس است. محصولات این شرکت شامل زند استودیو است که به توسعه دهندگان نرم‌افزار کمک می کند تا برنامه‌های تحت وب مبتنی بر پی‌اچ‌پی توسعه دهند، مستقر و مدیریت کنند. 
این شرکت در سال 1999 تاسیس شد، و آن را در سال 2019 به عنوان بخشی از دارای های شرکت والد آن، Roger Wave ،Software توسط پرفورس خریداری شد. 